# Canton de Lingolsheim
Le canton de Lingolsheim est une circonscription électorale française du département du Bas-Rhin, dans la collectivité européenne d'Alsace.

## Histoire
Un nouveau découpage territorial du Bas-Rhin entre en vigueur à l'occasion des élections départementales de 2015. Il est défini par le décret du 18 février 2014, en application des lois du 17 mai 2013 (loi organique 2013-402 et loi 2013-403). Les conseillers départementaux sont, à compter de ces élections, élus au scrutin majoritaire binominal mixte. Les électeurs de chaque canton élisent au Conseil départemental, nouvelle appellation du Conseil général, deux membres de sexe différent, qui se présentent en binôme de candidats. Les conseillers départementaux sont élus pour 6 ans au scrutin binominal majoritaire à deux tours, l'accès au second tour nécessitant 12,5 % des inscrits au 1er tour. En outre la totalité des conseillers départementaux est renouvelée. Ce nouveau mode de scrutin nécessite un redécoupage des cantons dont le nombre est divisé par deux avec arrondi à l'unité impaire supérieure si ce nombre n'est pas entier impair, assorti de conditions de seuils minimaux. Dans le Bas-Rhin, le nombre de cantons passe ainsi de 44 à 23.
Le canton de Lingolsheim est formé de communes des anciens cantons de Mundolsheim (4 communes), de Geispolsheim (7 communes), de Illkirch-Graffenstaden (1 commune) et de Truchtersheim (1 commune). Il est entièrement inclus dans l'arrondissement de Strasbourg. Le bureau centralisateur est situé à Lingolsheim.

## Représentation
| Période élective | Période élective | Mandat | Mandat   | Identité               | Nuance | Nuance | Qualité |
| ---------------- | ---------------- | ------ | -------- | ---------------------- | ------ | ------ | --- |
| 2015             | 2021             | 2015   | 2021     | Catherine Graef-Eckert |        | LR     | Maire de Lingolsheim (depuis 2020) |
| 2015             | 2021             | 2015   | 2021     | Sébastien Zaegel       |        | LR     | Cadre Ancien maire de Geispolsheim (1995 → 2020) Ancien conseiller général du canton de Geispolsheim (1998 → 2015)                                             |
| 2021             | 2028             | 2021   | en cours | Catherine Graef-Eckert |        | LR     | Conseillère sortante 4e vice-présidente chargée des dynamiques économiques, touristiques, agricoles, de l'emploi et de la transition énergétique et climatique |
| 2021             | 2028             | 2021   | en cours | Sébastien Zaegel       |        | LR     | Conseiller sortant |

À l'issue du 1er tour des élections départementales de 2015, deux binômes sont en ballotage : Catherine Graef-Eckert et Sébastien Zaegel (UMP, 50,18 %) et Alain Favaletto et Charlotte Linck (FN, 28,37 %). Le taux de participation est de 45,69 % (16 721 votants sur 36 599 inscrits) contre 47,83 % au niveau départemental et 50,17 % au niveau national.
Au second tour, Catherine Graef-Eckert et Sébastien Zaegel (UMP) sont élus avec 71 % des suffrages exprimés et un taux de participation de 44,41 % (10 848 voix pour 16 255 votants et 36 599 inscrits).

## Composition
Le canton de Lingolsheim comprend treize communes entières.
| Nom                                 | Code Insee | Intercommunalité            | Superficie (km2) | Population (dernière pop. légale) | Densité (hab./km2) | Modifier                                    |
| ----------------------------------- | ---------- | --------------------------- | ---------------- | --------------------------------- | ------------------ | ------------------------------------------- |
| Lingolsheim (bureau centralisateur) | 67267      | Eurométropole de Strasbourg | 5,69             | 20 683 (2022)                     | 3 635              | modifier les données · modifier les données |
| Achenheim                           | 67001      | Eurométropole de Strasbourg | 6,03             | 2 570 (2022)                      | 426                | modifier les données · modifier les données |
| Blaesheim                           | 67049      | Eurométropole de Strasbourg | 9,96             | 1 408 (2022)                      | 141                | modifier les données · modifier les données |
| Breuschwickersheim                  | 67065      | Eurométropole de Strasbourg | 5,06             | 1 345 (2022)                      | 266                | modifier les données · modifier les données |
| Entzheim                            | 67124      | Eurométropole de Strasbourg | 8,17             | 2 545 (2022)                      | 312                | modifier les données · modifier les données |
| Fegersheim                          | 67137      | Eurométropole de Strasbourg | 6,25             | 5 769 (2022)                      | 923                | modifier les données · modifier les données |
| Geispolsheim                        | 67152      | Eurométropole de Strasbourg | 21,95            | 7 759 (2022)                      | 353                | modifier les données · modifier les données |
| Hangenbieten                        | 67182      | Eurométropole de Strasbourg | 4,11             | 1 788 (2022)                      | 435                | modifier les données · modifier les données |
| Holtzheim                           | 67212      | Eurométropole de Strasbourg | 6,91             | 3 890 (2022)                      | 563                | modifier les données · modifier les données |
| Kolbsheim                           | 67247      | Eurométropole de Strasbourg | 3,33             | 997 (2022)                        | 299                | modifier les données · modifier les données |
| Lipsheim                            | 67268      | Eurométropole de Strasbourg | 4,96             | 2 692 (2022)                      | 543                | modifier les données · modifier les données |
| Oberschaeffolsheim                  | 67350      | Eurométropole de Strasbourg | 7,56             | 2 578 (2022)                      | 341                | modifier les données · modifier les données |
| Osthoffen                           | 67363      | Eurométropole de Strasbourg | 5,11             | 809 (2022)                        | 158                | modifier les données · modifier les données |
| Canton de Lingolsheim               | 6709       |                             | 95,09            | 54 833 (2022)                     | 577                | modifier les données                        |

## Démographie
En 2022, le canton comptait 54 833 habitants, en évolution de +8,65 % par rapport à 2016 (Bas-Rhin : +3,17 %, France hors Mayotte : +2,11 %).
| 2013   | 2018   | 2022   |
| ------ | ------ | ------ |
| 48 168 | 51 428 | 54 833 |